# سترانغفورد (دائرة انتخابية في المملكة المتحدة)
سترانغفورد (بالإنجليزية: Strangford)‏ هي إحدى الدوائر الانتخابية في المملكة المتحدة الممثلة في مجلس العموم في برلمان المملكة المتحدة.
عضو البرلمان الذي يمثلها حالياً هو :Mrs Iris Robinson (DU).